# Mathias Hafele
Mathias Hafele, né le 23 décembre 1983 à Sankt Anton am Arlberg, est un sauteur à ski autrichien.

## Biographie
Membre du club SC Arlberg, il fait ses débuts internationaux dans la Coupe des Alpes lors de la saison 1998-1999.
Une semaine après une victoire en Coupe continentale à Lahti en fin d'année 2002, il fait ses débuts dans la Coupe du monde sur le tremplin d'Engelberg, où il termine directement deuxième, accompagné par Janne Ahonen et Sven Hannawald sur le podium. Il prend part ensuite à la Tournée des quatre tremplins, terminant trois fois dans le top trente. Néanmoins, il n'est peu souvent sélectionné à ce niveau en raison de la concurrence en équipe d'Autriche, et doit se contenter de sauter dans la Coupe continentale, dont il finit troisième du classement général en 2005-2006. Dans cette compétition, il signe son ultime podium en décembre 2006 à Engelberg, quelques semaines avant de quitter le saut à ski de haut niveau.
Il travaille ensuite pour l'équipe autrichienne de saut à ski en tant que technicien.

## Palmarès

### Coupe du monde
- Meilleur classement général : 37e en 2003.
- 1 podium individuel : 1 deuxième place.

#### Classements généraux annuels
| Année | Rang |
| 2003  | 37e  |

### Coupe continentale
- 3e du classement général en 2006.
- 4 victoires dans des manches.